# Dieter Brandecker

Dieter Brandecker

Dieter Brandecker (* 19. November 1956 in Düsseldorf) ist ein deutscher Schauspieler.

## Leben
Im August und September 1973 gestaltete Brandecker als Zehntklässler der Städtischen Gemeinschaftshauptschule Stettiner Straße in Düsseldorf-Garath (heute Fritz-Henkel-Schule) zusammen mit Mitschülern den ersten Beitrag zur Sendereihe Schüler machen Filme im dritten Programm des WDR. Später absolvierte er sein Schauspielstudium an der Folkwang Hochschule in Essen. Für die Kamera wurde Brandecker von Klaus Emmerich entdeckt, in dessen Fernsehserie Rote Erde er dann mitspielte. Im Anschluss daran folgten viele weitere Kino- und Fernsehauftritte. Besondere Bekanntheit erreichte er durch seine Auftritte als Kommissar Pohl in der Fernsehserie Adelheid und ihre Mörder.
Brandecker ist auch als Sprecher und Musiker tätig. Neben Aufträgen für Synchronisationen, Werbespots und Hörspiele ist er auf zahlreichen Produkten der musikalischen Sprachlernreihe thegrooves im Brandecker Media Verlag als deutsche Stimme vertreten. Seit Mitte der 90er Jahre ist Dieter Brandecker u. a. Station-Voice beim TV-Sender VOX.

## Filmografie
- 1983: Rote Erde (TV-Serie)[2]
- 1984: Werbung macht’s möglich (4 Folgen, WDR Schulfernsehen)
- 1987: Peng! Du bist tot
- 1988: Geschichten aus der Heimat (Fernsehserie) Episode: Ein ungewöhnlicher Fall
- 1989: Singles
- 1993: Ein Mann für jede Tonart
- 1993: Eurocops (TV-Serie, zwei Folgen)
- 1993–2007: Adelheid und ihre Mörder (TV-Serie, 65 Folgen)
- 1994–2007: Ein Fall für zwei (TV-Serie, drei Folgen)
- 1995: Der König
- 1995: Freunde fürs Leben (TV-Serie)
- 1995: Rennschwein Rudi Rüssel
- 1995: Zoff und Zärtlichkeit
- 1995: Polizeiruf 110 – Roter Kaviar (TV-Reihe)
- 1996: Die Flughafenklinik (TV-Serie)
- 1996: Echte Kerle
- 1996: Wolkenstein (TV-Serie)
- 1998: Kinderärztin Leah – Auf der Flucht (TV-Serie)
- 1998: Ärzte (TV-Serie)
- 1999: Einfach Klasse!
- 1999: Großstadtrevier (TV-Serie)
- 2000: Morituri Te Salutant
- 2000: Die Cleveren (TV-Serie)
- 2000: Polizeiruf 110 – La Paloma (TV-Reihe)
- 2000: Die Motorrad Cops (TV-Serie)
- 2001: Sommer und Bolten: Gute Ärzte, keine Engel (TV-Serie)
- 2002: SOKO 5113 (TV-Serie)
- 2002: Balko (TV-Serie)
- 2003: Die Wache (TV-Serie)
- 2003: Das Duo – Der Liebhaber (TV-Serie)
- 2004: Neustart (restart)
- 2004: SOKO Köln (TV-Serie)
- 2005: In aller Freundschaft (TV-Serie, eine Folge)
- 2005: Tatort – Schürfwunden (TV-Reihe)
- 2005: Die Bluthochzeit
- 2005: Jetzt erst recht! (TV-Serie)
- 2005: Doppelspiel
- 2005: Hitch
- 2007: Die Todesautomatik
- 2007: SOKO Köln (TV-Serie)
- 2008: Polizeiruf 110 – Wolfsmilch (TV-Reihe)
- 2009: Großstadtrevier (TV-Serie)
- 2013: Alles für meine Tochter (Fernsehfilm)

## Diskografie
- 1999: Dieter Brandecker/Baz Luhrmann: Sonnencreme (deutsche Version von Baz Luhrmanns Everybody’s Free (To Wear Sunscreen), 1999)